# Armando Sá
Armando Miguel Correia de Sá (Maputo, 15 november 1979) is een Mozambikaans oud-voetballer. Sá heeft naast de Mozambikaanse nationaliteit ook een Portugees paspoort.

## Clubvoetbal
Armando Sá begon zijn loopbaan als profvoetballer in Portugal, waar hij achtereenvolgens speelde bij CF Belenenses (1991-1994), Vilafranquense (1994-1996), Bragança (1997), Vila Real de Santo António (1997-1998), Rio Ave (1998-2001) en SL Benfica (2001-2004). In 2004 werd Armando Sá gecontracteerd door het Spaanse Villarreal CF, waarmee hij in het seizoen 2004/2005 de derde plaats in de Primera División behaalde. In 2005 vertrok de verdediger naar RCD Espanyol. In zijn eerste seizoen bij de club uit Barcelona won hij de Copa del Rey en speelde de Mozambikaan regelmatig. In het eerste helft van seizoen 2006/2007 speelde Armando Sá echter geen competitiewedstrijd voor RCD Espanyol en in januari 2007 volgde een verhuur van een half jaar aan Leeds United FC. Armando Sá maakte zijn debuut voor de Engelse club tegen West Bromwich Albion in de FA Cup.